# Neocorynura aenigma
Neocorynura aenigma är en biart som först beskrevs av Giovanni Gribbodo 1894.
Neocorynura aenigma ingår i släktet Neocorynura och familjen vägbin. Inga underarter finns listade i Catalogue of Life.